# The Bank
The Bank is een Amerikaanse stomme film uit 1915 met en geregisseerd door Charlie Chaplin. Het was zijn tiende film voor de Essanay Studios.

## Verhaal
Charlie is een conciërge in een bank. Maar zijn onhandigheid en luiheid maken hem geen modelwerknemer. Waanzinnig verliefd op secretaresse Edna, probeert hij haar voor zich te winnen. Hij verklaart haar zijn liefde. Maar hij ontdekt al snel dat zijn gevoelens nog lang niet gedeeld worden. Ongelukkig neemt hij zijn toevlucht in een bezemkast en valt in slaap op zijn bezem.
Hij wordt dan wakker gemaakt door een boze klant, die met behulp van medeplichtigen besluit wraak te nemen en de bank te beroven. Charlie grijpt in en redt Edna nadat hij de dieven in de kluis opsluit. De bankmanager feliciteert de dappere conciërge en Edna accepteert eindelijk zijn avances.
Later wordt Charlie wakker en beseft hij dat hij gedroomd heeft.

## Rolverdeling
| Acteur          | Personage     |
| --------------- | ------------- |
| Charlie Chaplin | conciërge     |
| Edna Purviance  | secretaresse  |
| Carl Stockdale  | kassier       |
| Charles Inslee  | bankdirecteur |
| Leo White       | bediende      |